# Valonne
Valonne là một xã của tỉnh Doubs, thuộc vùng Bourgogne-Franche-Comté, miền đông nước Pháp.

## Dân số
| 1962                                           | 1968 | 1975 | 1982 | 1990 | 1999 |
| ---------------------------------------------- | ---- | ---- | ---- | ---- | ---- |
| 134                                            | 165  | 161  | 171  | 172  | 179  |
| Starting in 1962: Population wihtou duplicates |      |      |      |      |      |